# Paulus Moreelse
Paulus (o Paul) Moreelse  (Utrecht, 1571-Utrecht, 1638) fue un pintor neerlandés de los inicios de la época barroca. También trabajó como dibujante, arquitecto y urbanista.
Se formó con el retratista Michiel Jansz. van Mierevelt y, tras un viaje por Italia, ingresó en el gremio de silleros de Utrecht, que englobaba a los pintores de su ciudad hasta que en 1611 se instituyó para ellos el gremio de San Lucas; el propio Moreelse fue uno de los miembros fundadores y llegó a ser decano. Igualmente fue uno de los impulsores de la universidad local.
Sus primeras pinturas datan de 1602 y ya entonces demostró su habilidad para el retrato; a destacar el retrato colectivo Compañía militar del Rijksmuseum de Ámsterdam. Alcanzó rápido éxito como retratista y ello le proporcionó múltiples encargos privados. Se pueden citar un Autorretrato ya de su vejez (Mauritshuis de La Haya) y un incisivo retrato que hizo de Abraham Bloemaert (1609; Utrecht, Centraal Museum) el cual alcanzó gran difusión mediante grabados de Jacob Matham, Willem van Swanenburg y otros.

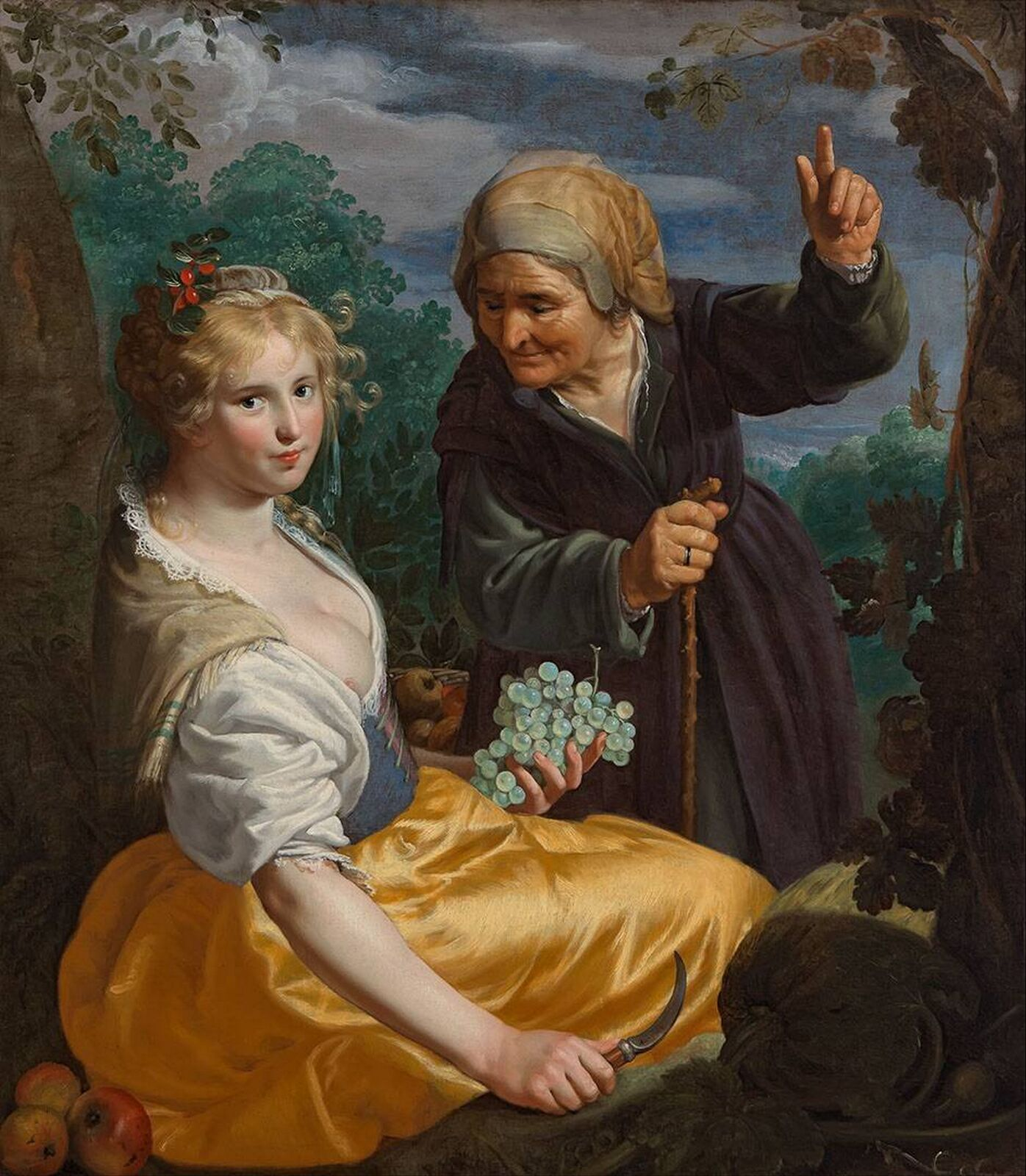
Vertumno y Pomona, h. 1630, Róterdam, Museo Boymans Van Beuningen).

Moreelse también tocó otros temas: temas pastoriles, mitología (Cimón y Pero; Edimburgo, National Gallery of Scotland) y religión (La decapitación de san Juan Bautista; Lisboa, Museu Nacional de Arte Antiga).
Entre sus discípulos se cuenta el tenebrista Dirck van Baburen y su hijo Johannes Moreelse.
De Moreelse existe un ejemplo (Retrato de Johanna Martens, 1625) en el Museo del Prado, adquirido en 1987.